# Résolution 172 du Conseil de sécurité des Nations unies
Membres permanents
- Chine (Taïwan)
- États-Unis
- France
- Royaume-Uni
- URSS

Membres non permanents
- Chili
- Ghana
- Irlande
- Roumanie
- RAU
- Venezuela

Résolution no 171 Résolution no 173
La Résolution 172 est une résolution du Conseil de sécurité de l'ONU votée le 26 juillet 1962 concernant  le Rwanda et qui recommande à l'Assemblée générale des Nations unies d'admettre ce pays comme nouveau membre.

## Vote
La résolution est approuvée à l'unanimité.

## Contexte historique
Après la brève incursion de 4 jours en 1892 d'un explorateur autrichien, le comte allemand Gustav Adolf von Götzen entre officiellement au Rwanda à la tête d'une troupe de 620 soldats en 1894. Le Rwanda est ainsi probablement le dernier pays découvert et colonisé en Afrique par les Européens.
En 1916, pendant la Première Guerre mondiale, les Belges chassent les Allemands du Rwanda et occupent à leur tour le pays. En 1919, le Traité de Versailles attribue le Rwanda à la Belgique, en 1922 la Belgique instaure un protectorat, qui s'appuie sur la minorité Tutsi, la classe dominante traditionnelle. En 1924 la Société des Nations confie à la Belgique un mandat de tutelle. Le gouvernement colonial s'appuie sur les autorités locales en place, le Mwami Yuhi Musinga et l'aristocratie tutsi.
En 1931, Yuhi Musinga, qui refuse de se faire baptiser, est obligé de partir en exil dans l'actuelle République démocratique du Congo. La Belgique confie le pouvoir à son fils le Mwami Mutara Rudahigwa, converti au catholicisme. La carte d'identité ethnique est instituée.
Les missions catholiques prennent de plus en plus d'importance dans le pays. Elles se chargent de l'éducation sur tout le territoire.
En 1956, Mutara Rudahigwa commence à revendiquer l'indépendance du pays auprès de l'ONU.
C'est également dans les années cinquante que la question de « l'ethnie », est devenue « raciale »[réf. nécessaire] (pour la genèse de cette idéologie voir Gobineau, Vacher de Lapouge) avec l'idéologie et la propagande politique diffusées par l'Église et les hommes politiques[réf. nécessaire].
Le 25 juillet 1959, Mutara Rudahigwa meurt dans des conditions mystérieuses. Kigeli V Ndahindurwa est alors placé au pouvoir par les conseillers de Mutara Rudahigwa. Avec le soutien de l'Église, les Hutu refusent cette succession. Ils veulent être intégrés au nouveau gouvernement. Des manifestations dégénèrent en révoltes après l'assassinat d'un homme politique hutu. Les Tutsi étant minoritaires, ils sont pourchassés et massacrés, le pays plonge alors en pleine guerre civile.
En 1960, l'ancien gouvernement de Kigeli Ndahindurwa quitte le pays pour l'Ouganda, ainsi que plus de 200 000 Tutsi.
En septembre 1960, un référendum est organisé et 80 % des votants se prononcent pour la mise en place d'une république. En 1961, le parti politique hutu Parmehutu, obtient 78 % des sièges à l'Assemblée nationale du Rwanda. Le 26 octobre, Grégoire Kayibanda devient le premier président de la République du Rwanda.
Le Conseil de tutelle des Nations unies insiste pour que la Belgique accorde l'indépendance au Rwanda. C'est chose faite le 1er juillet 1962.  (issu de l'article Histoire du Rwanda).
À la suite de cette résolution ce pays est admis à l'ONU le 18 septembre 1962 ,.

## Texte
- Résolution 172 Sur fr.wikisource.org
- Résolution 172 Sur en.wikisource.org